# Batrachorhina bipunctipennis
Batrachorhina bipunctipennis là một loài bọ cánh cứng trong họ Cerambycidae.